# Grigoriora dicata
Grigoriora dicata är en insektsart som beskrevs av Andrej Vasiljevitj Gorochov 1993. Grigoriora dicata ingår i släktet Grigoriora och familjen vårtbitare. Inga underarter finns listade i Catalogue of Life.